# Lapkosubia
Lapkosubia è un genere estinto di pesci ossei a pinne raggiate (Actinopterygii), appartenente all'ordine Eurynotoidiformes e alla famiglia Eurynotoididae. Visse durante il Permiano medio (Guadalupiano) nell'attuale Russia europea.

## Descrizione
Gli esemplari del genere Lapkosubia potevano raggiungere i 25 cm di lunghezza. Il cranio possedeva alcune caratteristiche: le ossa parietali erano circa la metà del frontale. La mascella superiore aveva un margine dorsale rettilineo e denti labiali con 3–5 cuspidi; era presente una fila linguale di piccoli denti monocuspidati. Il subopercolo era più piccolo dell’opercolo. Le ossa dermiche del cranio erano ornate da tubercoli di ganoina. I raggi delle pinne pettorali erano prossimalmente non segmentati e i primi di essi erano fusi. La pinna dorsale era formata da 70–80 raggi; le pinne pelviche avevano una base stretta e un lobo carnoso, con origine all’altezza del margine anteriore della dorsale. La pinna anale era posta subito dietro la fine della dorsale. Le scaglie mostravano poche creste prominenti e margini posteriori seghettati, con 70–80 file verticali; erano presenti zone di piccole scaglie sotto la dorsale e sopra l’anale.

## Classificazione
Lapkosubia è un rappresentante degli Eurynotoidiformes, un gruppo di pesci attinotterigi arcaici ma dalle notevoli specializzazioni dentarie.
Il genere Lapkosubia venne istituito da Minich nel 1990, sulla base di un fossile incompleto (la metà anteriore del corpo) nella Formazione di Amanak nei pressi di Kichkass, nel Distretto di Perevolotsky, regione di Orenburg. La specie tipo, Lapkosubia uranensis, è caratterizzata da scaglie laterali anteriori con 6–8 creste distinte e margine posteriore dentellato con lunghi denticoli acuminati.
Un'altra specie, L. tokense, è stata descritta nel 1996 sulla base di scaglie isolate provenienti dal Distretto di Krasnogvardeysky, dotate di 14–17 creste longitudinali convesse e asimmetriche.